# Præsidentvalget i USA 1928
Præsidentvalget i USA 1928 var det 36. præsidentvalget, som blev afholdt tirsdag d. 6. november 1928. Den republikanske handelsminister Herbert Hoover besejrede den demokratiske kandidat, guvernøren fra New York Al Smith. Hoover repræsenterer (per 2020) den sidste kandidat, der er blevet valgt fra den siddende præsidents parti, uden at kandidaten har været enten præsident eller vicepræsident. Det republikanske parti skulle tabe de efterfølgende fem præsidentvalg (frem til Dwight D. Eisenhowers sejr ved præsidentvalget i 1952), hvorfor Hoover repræsenterer den sidste republikanske præsident i 20 år.
Efter at præsident Calvin Coolidge afslog at søge genvalg, fremstod Hoover som sit partis frontløber. Da Hoovers modstandere ikke formåede at forene sig omkring en kandidat, modtog Hoover et stort flertal af stemmerne ved det republikanske konvent i 1928. Den amerikanske økonomis stærke tilstand afskrækkede flere demokratere fra at opstille, og Smith blev derfor nomineret ved den første afstemning ved det demokratiske konvent i 1928. Hoover og Smith havde været bredt anerkendt som potentielle præsidentkandidater længe før præsidentkampagnen i 1928, og begge blev generelt betragtet som fremragende ledere. Begge kandidater var uerfarne hvad angik præsidentkampagner, ligesom begge kandidater også var ramt af intern utilfredshed i deres respektive partiers medlemskab.
I sidste end blev Hoover og republikanerne identificeret med vækstøkonomi i 1920'erne, mens Smith, en romersk katolik, led politisk af anti-katolske fordomme. Ligeledes blev der set negativt på Smiths modstand mod spiritusforbuddet, samt hans associering til Tammany Hall og den dertilhørende korruption. Hoover vandt en tredje republikansk jordskredsejr i træk og gjorde betydelige indhug i de traditionelle demokratiske sydstater ved at vinde flere stater, der ikke havde stemt på en republikaner siden afslutningen på rekonstruktionen. Hoovers sejr gjorde ham til den første præsident, der blev født vest for Mississippi-floden. Valget af Charles Curtis som Hoovers vicepræsident repræsenterer den første indianer og den første person med ikke-europæisk herkomst, der nåede denne embedsposition.
Hoovers sejr repræsenterer den seneste gang (per 2020), hvor tre forskellige præsidentkandidater fra samme parti har vundet præsidentembedet i træk.

## Yderligere læsning
- Andersen, Kristi . Oprettelsen af et demokratisk flertal: 1928–1936. (Chicago: University of Chicago Press, 1997)
- Bornet, Vaughn Davis. "Kommunistpartiet ved præsidentvalget i 1928," Western Political Quarterly, (1958), 11#3 s. 514–538. I JSTOR
- Bornet, Vaughn Davis. Arbejdspolitik i en demokratisk republik: Moderering, splittelse og forstyrrelse ved præsidentvalget i 1928 (1964)
- Chiles, Robert. 2018. Revolutionen i '28: Al Smith, amerikansk progressivisme og New Deal's komme . Cornell University Press.
- Coffman, Elesha. "Det 'religiøse spørgsmål' i præsidentpolitik." Amerikanske katolske studier (2008) 119#4 s. 1–20
- Craig, Douglas B. Efter Wilson: Kampen om kontrol med det demokratiske parti, 1920–1934. (Chapel Hill: University of North Carolina Press, 1993)
- Doherty, Herbert J. "Florida og præsidentvalget i 1928." Florida Historical Quarterly 26.2 (1947): 174–186.
- Goldberg, David Joseph. Utilfredse Amerika: USA i 1920'erne. (Baltimore: Johns Hopkins University Press, 1999)
- Hostetler, Michael J. "Gov. Al Smith konfronterer det katolske spørgsmål: Den retoriske arv fra 1928 -kampagnen " Communication Quarterly, bind 46, 1998.
- Lichtman, Allan, Fordomme og den gamle politik: Præsidentvalget i 1928. Chapel Hill, NC: University of North Carolina Press, 1979.
- Moore, Edmund A. A Catholic Runs for President: The Campaign of 1928. Ronald Press, 1956.
- Rulli, Daniel F. "Kampagne i 1928: Kyllinger i potter og biler i baggårde," Teaching History: A Journal of Methods, Vol. 31, nej. 1 (2006), s. 42+
- Slayton, Robert A. Empire Statesman: The Rise and Redemption of Al Smith. New York: Free Press, 2001.
- Sweeney, James R. "Rum, romanisme og Virginia -demokrater: Partiledere og kampagnen fra 1928." Virginia Magazine of History and Biography 90 (1982): 403–31. i JSTOR

### Primære kilder
- Hoover, Herbert. Herbert Hoovers erindringer: Kabinettet og formandskabet, 1920–1933 (1952),
- Smith, Alfred E. Kampagneadresser 1929.
- Chester, Edward W En guide til politiske platforme (1977) online
- Porter, Kirk H. og Donald Bruce Johnson, red. Nationale partiplatforme, 1840-1964 (1965) online 1840-1956

## Eksterne links
- 1928 vælgerstemmer efter distrikt
- Hvor tæt var valget i 1928? - Michael Sheppard, Massachusetts Institute of Technology
- Præsidentvalget i 1928: optælling af vælgerstemmerne